# Consell Escolar de Catalunya
Consell Escolar de Catalunya (CEC) és l'organisme superior de consulta i participació dels sectors inclosos en la programació general de l'ensenyament no universitari. Va ser creat per llei el 1985 i adscrit al Departament d'Ensenyament de la Generalitat de Catalunya. L'any 2009 la Llei d'Educació de Catalunya (LEC) va establir-ne les funcions a l'article 171. Ha de ser consultat sobre els temes principals de l'àmbit educatiu, especialment els avantprojectes de llei i els projectes de disposició, i en general les actuacions dirigides a millorar l'ensenyament. Els seus dictàmens són preceptius però no vinculants.
El Consell pot presentar per iniciativa pròpia informes i propostes al Departament d'Ensenyament sobre la qualitat del sistema educatiu. En aquesta línia, el Consell organitza cada any una jornada en què es proposa la reflexió sobre temes d'actualitat o que preocupen la comunitat educativa. Fruit d'aquest treball són els documents del Consell, dels quals se'n fa una àmplia difusió.
Al Consell Escolar de Catalunya hi són representats els professors no universitaris, els pares i mares d'alumnes, els alumnes, el personal no docent, els titulars de centres privats, les organitzacions sindicals i patronals, l'Administració educativa, l'Administració local i altres organitzacions relacionades amb l'educació.

## Presidents del Consell Escolar de Catalunya
- 1985 - 1989: Maria Rubiés i Garrofé
- 1989 - 1993: Octavi Fullat i Genís
- 1993 - 1999: Jaume Sarramona i López
- 1999 - 2004: Sara Maria Blasi i Gutiérrez
- 2004 - 2011: Pere Darder Vidal
- 2011 - 2016: Ferran Ruiz Tarragó
- 2016- 2018: Lluís Font Espinós
- 2018: Anna Simó[2]